# Samuele Privitera
Samuele Privitera (* 4. Oktober 2005 in Imperia; † 16. Juli 2025 in Aosta) war ein italienischer Radrennfahrer, der im Straßenradsport aktiv war.

## Sportlicher Werdegang
Als Junior machte Privitera vorwiegend bei Rennen in seiner Heimat Italien auf sich aufmerksam, wo er 2022 und 2023 wiederholt Top-10-Platzierung einfahren konnte. Zudem wurde er 2023 mehrfach in der Nationalmannschaft im UCI Men Juniors Nations’ Cup eingesetzt. Mit dem Wechsel in die U23 wurde er 2024 Mitglied bei Hagens Berman Jayco, dem Development Team des UCI WorldTeams Jayco AlUla. Bestes Ergebnis in der ersten Saison war ein dritter Etappenrang beim Giro Next Gen. 2025 verpasste er auf der ersten Etappe der Istrian Spring Trophy als Zweiter nur knapp einen Sieg.
Am 16. Juli 2025 stürzte Privitera auf der ersten Etappe des Giro della Valle d’Aosta-Mont Blanc in einer Abfahrt bei hohem Tempo und zog sich schwere Kopfverletzungen zu. Nach Reanimation vor Ort wurde er in das Krankenhaus von Aosta verbracht, wo er seinen Verletzungen erlag.
Nach dem Unfall wurde die zweite Etappe des Giro della Valle d’Aosta abgesagt. Das Peloton der Tour de France legte am Folgetag vor dem Start der 12. Etappe eine Schweigeminute ein, nach der Etappe widmete Tadej Pogačar seinen Tagessieg dem Verstorbenen.